# Ternoot (tramstation)
Ternoot is een tramstation in Den Haag gelegen op het traject van het tramviaduct tussen het Haagse Centraal Station en de wijk Bezuidenhout. Het tramviaduct begint ter hoogte van het huidige Lage Zand en lag vanaf 1976 bij de voormalige halte Wijnhaven (na 1983 Muzenstraat geheten) en eindigt voor de halte Oostinje bij de Laan van Nieuw Oost-Indië. Onderweg doorkruist het traject het Centraal Station boven de treinsporen. Bij oplevering in 1976 stond het bekend als 'de duurste tramhalte van Nederland'.

## Naamgeving
De oorspronkelijke naam Ternoot komt van het ooit nabijgelegen kasteel "Ter Noot", dat in 1595 door Karel ter Noot is gebouwd. In 1864 is het gesloopt om plaats te maken voor villa "Ter Noot", die in 1945 verwoest werd. Ook de Ternootstraat, die tot in de jaren 1970 daar in de buurt was, is naar het kasteel vernoemd. Er werd er een prijsvraag uitgeschreven voor de namen van de haltes. De schrijver van vele boeken over Den Haag, Ron F. de Bock, won deze prijsvraag met de namen "Ternoot" en "Oostinje". Hij bedacht ook de naam "Alexandrine Tinneviaduct" voor het tramviaduct, maar dat werd niet overgenomen.

## Geschiedenis
Bij de planning was er sprake van dat het tramviaduct een onderdeel zou worden van een semimetro netwerk. De uitvoering van deze Haagse semimetro heeft zich beperkt tot een vijftal stations. Deze oorspronkelijk als eerste fase van de als semimetro geplande verbinding met vier haltes is geopend in 1976 ter vervanging van de gelijkvloerse tramroute langs de Fluwelen Burgwal, Herengracht en de Bezuidenhoutseweg. In 2004 is het traject aangesloten op de Haagse tramtunnel en in 2006 op viaduct de Netkous.
Het oorspronkelijke tramstation had op beide perrons een doorlopende perronkap die aan palen hing en wachtruimtes. Omdat de (rol)trappen iets te lang waren, waren er aansluitend daarom hellingbaantjes en treden om op het perron te komen. Er waren geen liften. Op Den Haag Centraal en Ternoot kwamen kaartautomaten; er werden op dat traject geen kaartjes meer in de tram verkocht. De automaten werden zo weinig gebruikt dat ze nog in 1976 alweer verdwenen. Ook waren er camera's en automatische borden die een tram aankondigden. De 550 tramchauffeurs werden getraind door middel van een modelbaan. Het traject was ook uitgerust met speciale seinlichten, voorzien van zeer lange toelopende "zonnekappen". Bij de aanleg van RandstadRail zijn er nieuwe led-seinlichten gekomen, zonder kappen.

### Verbouwing
In 2004 is het oorspronkelijke tramstation afgebroken om een aftakking voor RandstadRail naar de Netkous aan te kunnen leggen. Op een geringe afstand tot de oude locatie is daarna, deels gebruik makend van de oude viaductdelen, een nieuw station verschenen. Op 7 juli 2005 werd het nieuwe Ternoot geopend. Het is van een totaal ander ontwerp; het geeft minder beschutting, heeft geen afgesloten ruimtes, maar er zijn liften geplaatst. Het station is geschikt voor RandstadRail; daar wordt bij stremmingen van de lijnen naar Zoetermeer gebruik van gemaakt, die dan keren via de keerlus bij Station Laan van Nieuw Oost Indië. Ook op lijn 2 worden met enige regelmaat RandstadRail-trams ingezet.

## Tramlijnen
Tramlijnen 2 en 6 stoppen hier, maar voormalig tramlijn 3 heeft dit traject per 8 oktober 2006 verlaten. Deze lijn werd op 12 februari 2007 vervangen door RandstadRail 3 en rijdt sindsdien - samen met RandstadRail 4 - langs Ternoot van en naar Den Haag Centraal. RandstadRail 3 en 4 stoppen bij het nabijgelegen tramstation Beatrixkwartier. In 2020 is RandstadRail 34 daar bij gekomen. Tussen 1983 & 1985 en 1992 & 2001 reed lijn 7 hier ook.

## Trivia
- In 1975 werd de term semimetro door de gemeente in de ban gedaan. Ambtenaren zouden voortaan alleen over "sneltram" spreken. Op HTM-lijnennetkaarten uit 1976-1981 staat dit ook zo aangegeven. Daarna werd ook die term niet meer gebruikt.
- Het tramviaduct is het enige tramviaduct in Nederland en Vlaanderen met wissels, bochten, en een tramstation.

## Galerij

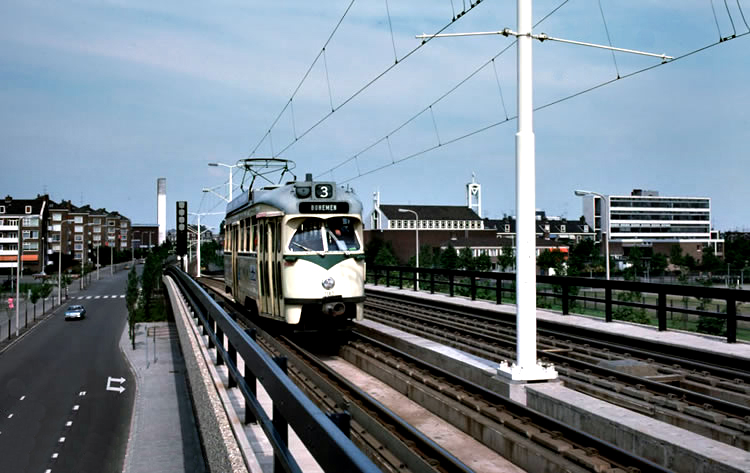
PCC in 1976, gezien richting het Noordoosten.
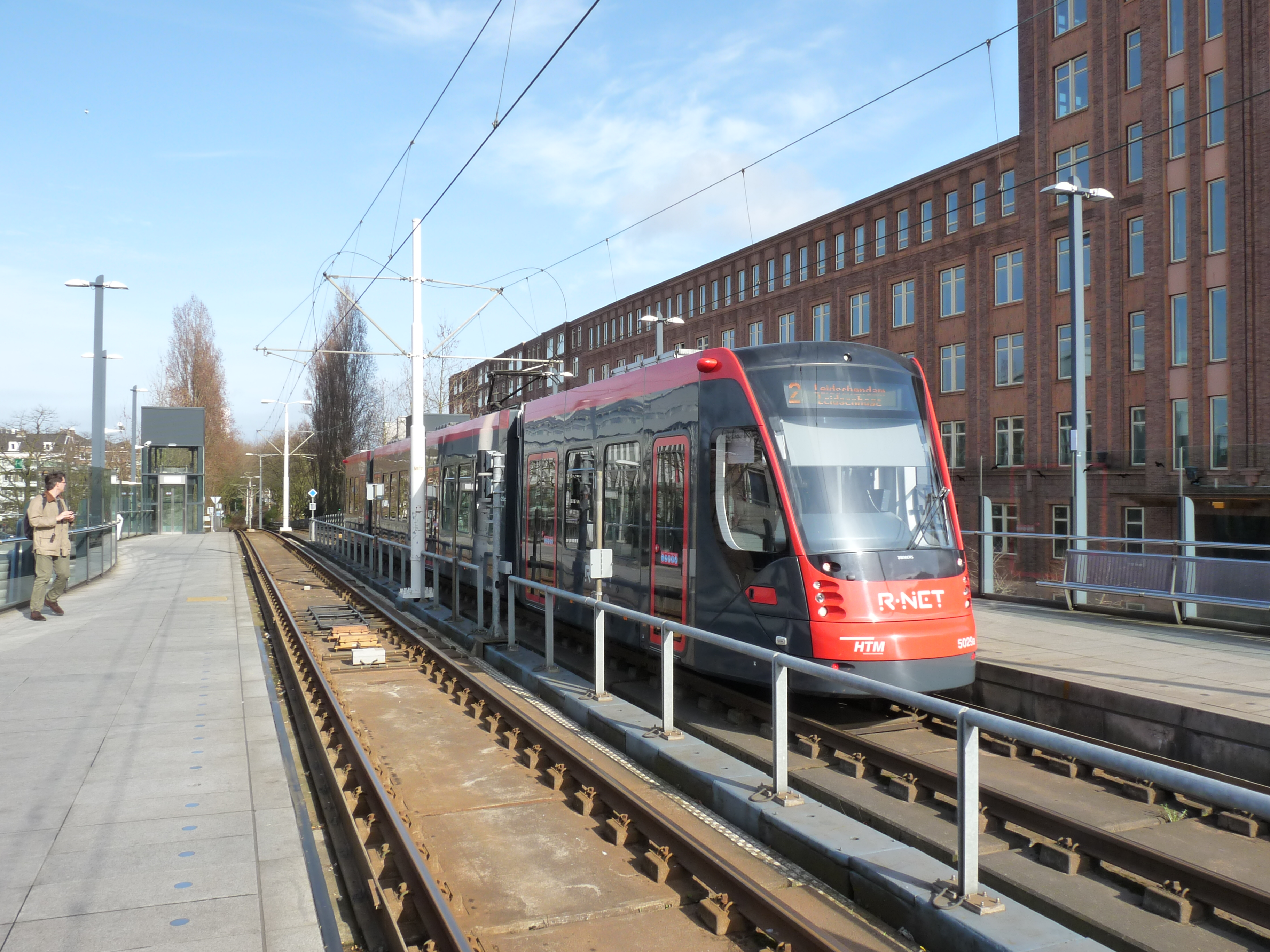
Avenio vanuit hetzelfde perspectief.
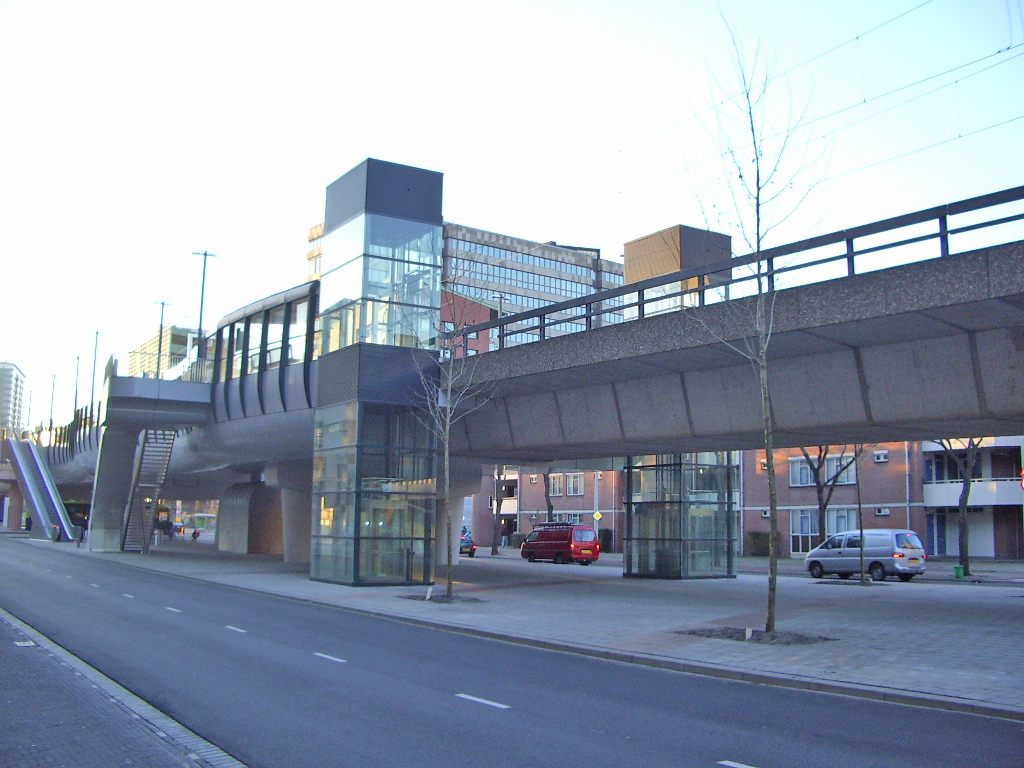
Het vernieuwde station Ternoot.
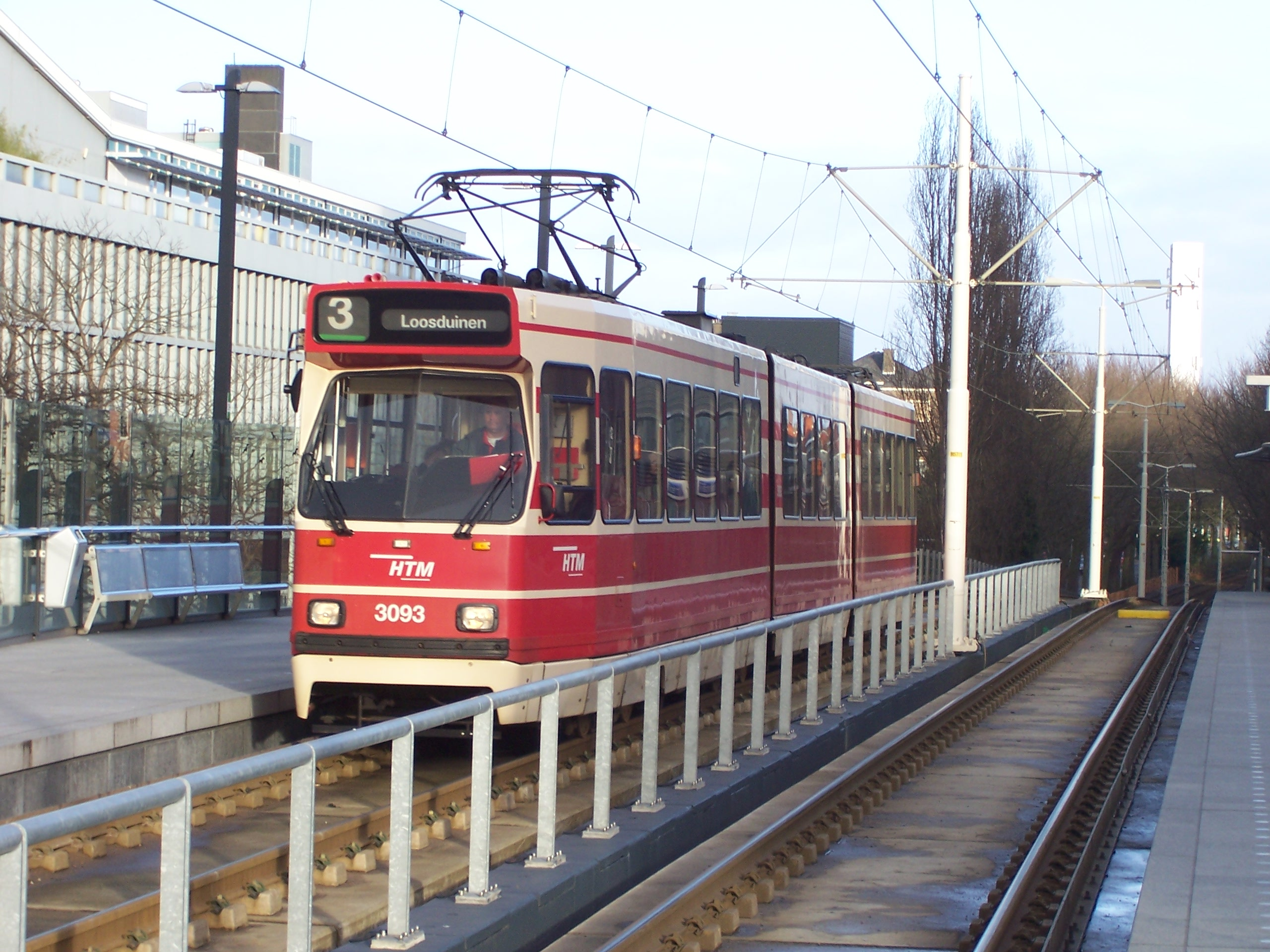
HTM 3093 op lijn 3. Sinds 2006 stopt lijn 3 niet meer op Ternoot.
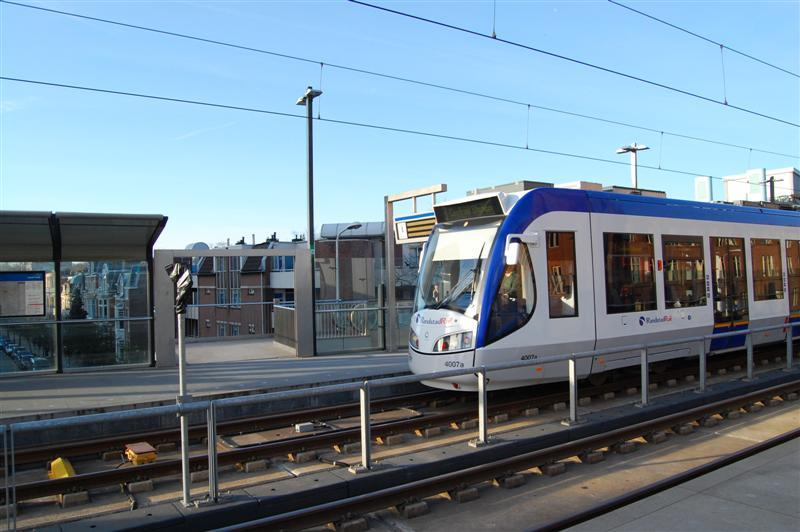
RandstadRailtram, april 2007.